# Bislama jezik
Bislama jezik (ISO 639-3: bis; bichelamar), kreolski jezik temeljen na engleskom jeziku, kojim govori oko 6 200 ljudi. Na Vanuatuu gdje je službeni jezik govori ga 5 000 ljudi (Naito and Tryon 2001) i na Novoj Kaledoniji 1 200 (1982 SIL), poglavito u gradu Noumea.
Nastao je tijekom perioda poznatog kao Blackbirding, između 1870.-tih i 1880.-tih, što je označavalo rekreativni lov na tamnopute domoroce od strane ranih kolonista, koji su ih hvatali i odvažali na rad na plantažama po pacifičkim otocima.
Kako se na Vanuatuu govori čak 108 jezika bislama služi kao lingua franca; to je jezik trgovine, vlade, parlamenta. Jezikoslovac Terry Crowley 1995. izdao je rječnik A New Bislama Dictionary.
Stariji naziv bichelamar dolazi iz francuskog "bêche de mer" ( 'morski krastavac' , ili trp).

## Vanjske poveznice
- Ethnologue (14th)
- Ethnologue (15th)